# Шварц, Стивен
Стивен Лоренс Шварц (англ. Stephen Lawrence Schwartz; род. 6 марта 1948) — американский композитор и поэт-песенник.

## Творческий путь
Стивен Шварц родился 6 марта 1948 года в Нью-Йорке. Окончил Джульярдскую музыкальную школу по классу фортепиано и композиции, и Университет Карнеги-Меллон, из которого выпустился со степенью бакалавра в области драматического театра.
Вернувшись в Нью-Йорк, Стивен поступил на работу в звукозаписывающую компанию RCA Records.
В 1969 году состоялся его сочинительский дебют на Бродвее — он написал заглавную песню для постановки пьесы «Эти свободные бабочки» (Butterflies Are Free). Эта песня звучит и в экранизации пьесы.
С 1971 года Шварц работает в музыкальном театре. Он выступает в двух ипостасях — как композитор, и как автор песенных текстов. В 1971 году состоялась премьера его мюзикла «Годспелл» (Godspell), написанного по сюжету Евангелия от Матфея. Этот мюзикл принес Шварцу признание и первые премии, включая две «Грэмми» за запись бродвейского состава. Мюзикл был экранизирован в 1973 году.
После первого успеха Шварц выпускал новые спектакли каждые два года — «Пиппин» (Pippin) (1972; к созданию этот спектакля приложил руку бродвейский режиссёр и хореограф Боб Фосси), «Магическое шоу» (The Magic Show) (1974), «Жена пекаря» (The Baker’s Wife) (1976; спектакль так и не добрался до Бродвея, но в 1990 году английский режиссёр Тревор Нанн поставил его в Лондоне), «Работая» (Working) (1978; попытка Шварца выступить театральным режиссёром принесла ему премию Drama Desk Award).
После премьеры последнего мюзикла Шварц ушёл с Бродвея на тринадцать лет. В эти годы он занимается телевизионной режиссурой (выступил сопостановщиком серии телевизионных спектаклей «Американский театр» (The American Playhouse) для канала PBS), пишет книгу для детей «Превосходный персик» (The Perfect Peach) (1977), одноактный детский мюзикл «Путешествие» (The Trip) (1986), выступает автором текстов к «Мессе» (Mass) Леонарда Бернстайна (1971) и мюзиклу Чарльза Строуза The Rags (1986).
В 1991 году Стивен Шварц выпустил офф-бродвейский мюзикл по книге Джона Керда «Дети Эдема» (Children of Eden).
C 1997 года в соавторстве с композитором Аланом Менкеном Шварц сочиняет песни к полнометражным анимационным фильмам студии Диснея и DreamWorks. Фильм «Покахонтас» (Pocahontas) (1995) принёс Менкену и Шварцу две премии «Оскар». Песня «When You Believe» из первого фильма студии DreamWorks «Принц Египта» (Prince of Egypt) (1998) принесла авторам ещё одного «Оскара».
В 2003 году состоялось триумфальное возвращение Стивена Шварца на Бродвей. Он написал музыку и тексты к мюзиклу «Злая» (англ. Wicked). Мюзикл был осыпан наградами, включая три «Тони», «Грэмми» за лучшую запись музыкального спектакля (Шварц выступил и продюсером записи), и Drama Desk Award за «Выдающиеся стихи». Шварц является четвёртым композитором в истории Бродвея (наряду с Эндрю Ллойдом Уэббером, Джерри Херманом и Ричардом Роджерсом), трижды преодолевавшим рубеж в 1000 показов одного спектакля (у Шварца это «Пиппин», «Магическое шоу» и «Злая»).
Последними по времени работами Стивена Шварца являются песни к спектаклям «Моментальные снимки» (Snapshots), «Капитан Луи» (Captain Louie) (все — 2005) и тексты к песням Алана Менкена к фильму студии Диснея «Зачарованная» (Enchanted), вышедшему в 2007 году.
Имея композиторское образование, Шварц более успешен как поэт. Его песенные тексты принесли ему несколько престижных премий, а музыка — ни одной, хотя была номинирована несколько раз.

## Основные произведения

### Композитор и автор слов песен
- Butterflies Are Free (1969) заглавная песня
- Godspell (1971)
- Pippin (1972)
- The Magic Show (1974)
- The Baker’s Wife (1976)
- Working (1978) автор идеи постановки и четырёх песен
- The Trip (1986)
- Children of Eden (1991)
- Принц Египта (1998)
- Geppetto (2000) телевизионный мюзикл
- Злая (2003)
- Snapshots (2005)
- Captain Louie (2005)

### Автор слов песен
- Mass (1971) музыка Леонарда Бернстайна
- Rags (1986) музыка Чарльза Строуза
- Покахонтас (1995) музыка Алана Менкена
- Горбун из Нотр-Дама (1996) музыка Алана Менкена
- Зачарованная (2007) музыка Алана Менкена
- Зачарованная 2 (TBA) музыка Алана Менкена

### Писатель
- The Perfect Peach (1977)